# Прапор Галісії
Прапор Галісії був затверджений 29 травня 1984 року. Прапор має білий колір та перетинається синьою смугою з верхнього лівого кута в нижній правий. Державний прапор також має герб Галісії в центрі.

## Історичні прапори

Прапор Галісійського королівства, XVI століття

## Інші прапори

Естрелейра — неофіційний прапор Галісії, прапор лівих націоналістів Галіції